# Окамото, Таро
Таро́ Окамо́то (яп. 岡本太郎 Окамото Таро:, род. 26 февраля 1911 г. Кавасаки — ум. 7 января 1996 г. Токио) — японский художник, один из крупнейших представителей японского авангарда и сюрреализма.

## Биография
- 1911 — Окамото Таро родился в Кавасаки-Такацу. Его отец Иппэй Окамото[нем.] — художник-карикатурист, мать Каноко Окамото[англ.] — поэтесса и писательница.
- 1929 — поступает в токийскую художественную школу Бидзюцу Гакко (современный Токийский университет искусств), однако обрывает обучение через полгода и уезжает вместе с родителями в Париж.
- 1931 — учёба в парижской Сорбонне, где Окамото изучает философию.
- 1932 — знакомство с авангардным искусством Пикассо оказывает сильнейшее воздейстывие на Окамото, который становится убеждённым последователем этого направления искусства. Завязывает дружеские отношения с такими художниками-авангардистами, как Бранкузи и Кандинский.
- 1939 — оканчивает Парижский университет с учёной степенью по этнологии.
- 1940 — после нападения Германии на Францию возвращается на родину.
- 1942 — мобилизован в императорскую армию, участвует в военных действиях в Китае; в 1943 году возвращается в Японию.
- 1946 — интернирован, в лагере для военнопленных.
- 1959 — за выполненную настенную живопись в помещении Токийского городского собрания награждён Большой Международной премией живописи и архитектуры.
- 1961 — книге Окамото Таро «Забытая Япония» присуждается Премия культуры издательского дома Майнити.
- 1970 — выполненная Окамото 60-метровая скульптура Башня солнца становится символом Всемирной выставки в Осаке. В центре Символической зоны ЭКСПО установлены также его Башня матери и Башня юности.
- 1984 — французское правительство присваивает художнику звание Офицера Ордена Почётного легиона.
- 1989 — Великий офицер Ордена Почётного легиона.
- 1993 — Окамото присваивается звание почётного гражданина города Кавасаки.
- 1996 — Окамото Таро умирает в Токио.
- 1998 — в помещении художественного ателье Окамото в Токио открывается его мемориальный музей.
- 1999 — Художественный музей Окамото Таро открывается в Кавасаки, префектура Канагава.

## Избранные выставки
- 1938 — Международная Сюрреалистическая выставка, Париж
- 1941 — премия на 28-й Ника-тэн, Токио
- 1952 — Майский салон, Париж
- 1953 — 2-е биеннале, Сан-Паулу
- 1954 — 27-е биеннале, Венеция
- 1955 — 3-я Международная японская художественная выставка
- 1957 — 11-е триеннале, Милан
- 1972 — Сюрреализм, Мюнхен, Дом искусства
- 1985 — Токио-Монпарнас и сюрреализм, Токио, художественный музей Итабасика
- 1985 — Реконструкция: Авангардное искусство в Японии 1945-65, Оксфорд, Музей современного искусства
- 1986 — Япония авангарда 1910—1970, Париж, Центр Жоржа Помпиду
- 1990 — Сюрреализм в Японии, Нагоя, Музей искусств префектуры Айти.